# Prix Le Vaudeville
Le prix Le Vaudeville, précédemment prix La Coupole, est un prix littéraire français créé en 2004 à l'initiative de la brasserie Le Vaudeville, située dans le 2e arrondissement de Paris.

## Description
Le « prix Le Vaudeville », créé en 2004, dans la brasserie Le Vaudeville, située place de la Bourse à Paris, récompense chaque année au mois de juin un roman, un récit ou un recueil de nouvelles français paru l'année en cours et qui « fait preuve d'esprit ».
Le prix Le Vaudeville change de nom de 2011 à 2018, lorsqu’il passe de la rive droite à la rive gauche en étant décerné dans les locaux de la brasserie La Coupole, dans le quartier du Montparnasse, avant de revenir en 2019 à la brasserie d'origine, ainsi qu’à son nom originel,.
Depuis 2019, il est doté d’une prime de cinq mille euros.
Le jury est composé de dix journalistes représentant les multiples facettes de la presse nationale : François Armanet (président), Bayon, Anna Cabana, Adélaïde de Clermont-Tonnerre, Clara Dupont-Monod, Alix Girod de l'Ain, Marc Lambron, Gilles Martin-Chauffier, Fabienne Pascaud, et Bertrand de Saint-Vincent (secrétaire général).
La lauréate 2022 est Joy Majdalani pour Le goût des garçons.

## Liste des lauréats
La liste des lauréats est présentée dans le tableau ci-dessous.
| Année | Auteur              | Ouvrage                           | Éditeur        |
| ----- | ------------------- | --------------------------------- | -------------- |
| 2004  | Justine Lévy        | Rien de grave                     | Stock          |
| 2005  | Frédéric Mitterrand | La Mauvaise Vie                   | Robert Laffont |
| 2006  | David McNeil        | Tangage et Roulis                 | Gallimard      |
| 2007  | Philippe Djian      | Doggy Bag (saison 4)              | Julliard       |
| 2008  | Nicolas Fargues     | Beau Rôle                         | P.O.L          |
| 2009  | Éric Neuhoff        | Les Insoumis                      | Fayard         |
| 2010  | Pierre Bergé        | Lettre à Yves                     | Gallimard      |
| 2011  | Joseph Macé-Scaron  | Ticket d'entrée                   | Grasset        |
| 2012  | Daniel Filipacchi   | Ceci n'est pas une autobiographie | Bernard Fixot  |
| 2013  | Marcela Iacub       | Belle et Bête                     | Stock          |
| 2014  | Catherine Millet    | Une enfance de rêve               | Flammarion     |
| 2015  | Virginie Despentes  | Vernon Subutex, 1                 | Grasset        |
| 2016  | Fabrice Luchini     | Comédie française                 | Flammarion     |
| 2017  | Claire Gallois      | Et si tu n'existais pas           | Stock          |
| 2018  | Constance Debré     | Play Boy                          | Stock          |
| 2019  | Chantal Thomas      | East Village Blues                | Seuil          |
| 2020  | Annulé              | Annulé                            | Annulé         |
| 2021  | Annulé              | Annulé                            | Annulé         |
| 2022  | Joy Majdalani       | Le goût des garçons               | Grasset        |
| 2023  | Raphaël Haroche     | Avalanche                         | Gallimard      |
| 2024  | Farida Khelfa       | Une enfance française             | Albin Michel   |